# Toivo Hyytiäinen

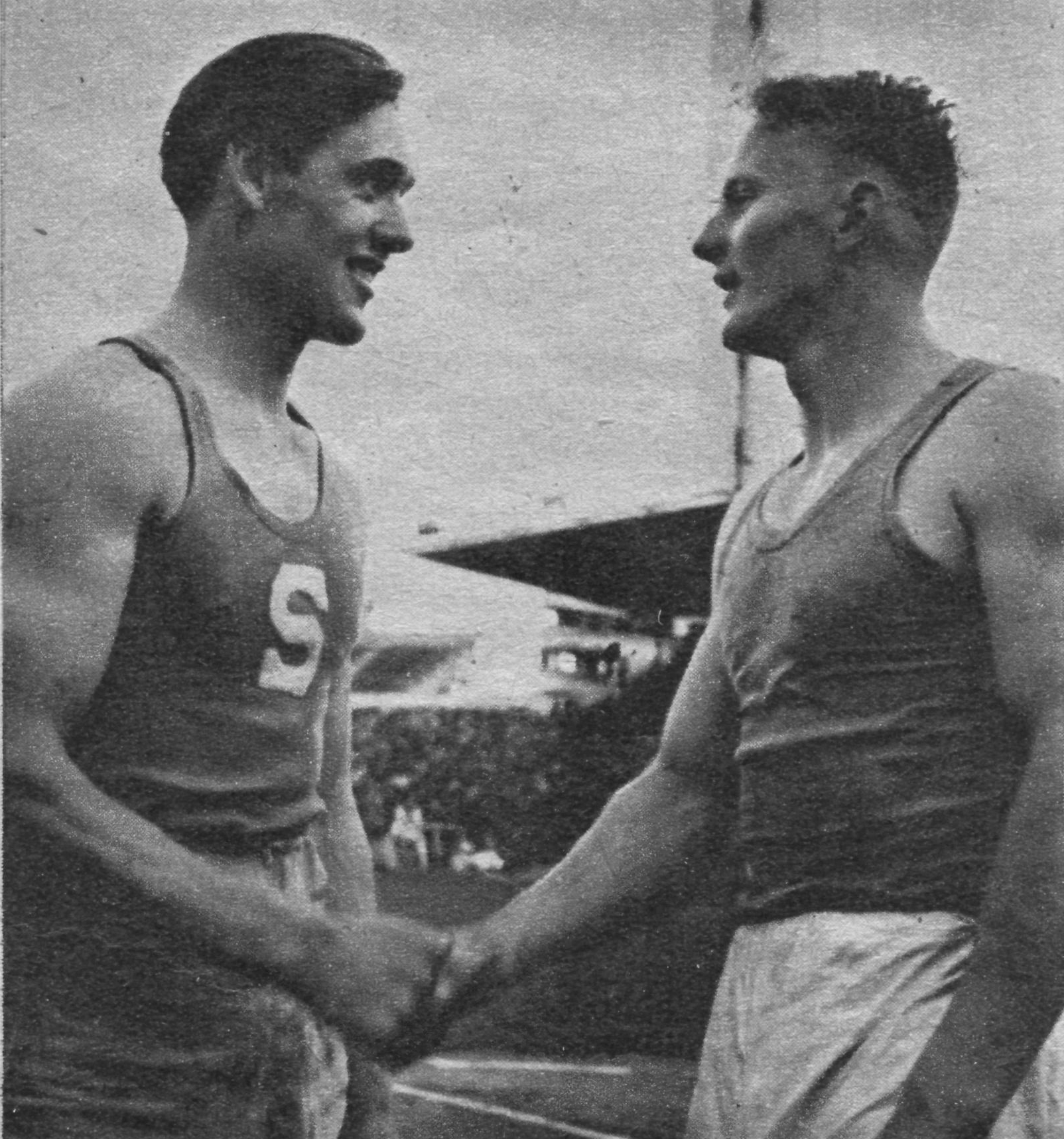
Spjutkastarna Per-Arne Berglund och Toivo Hyytiäinen (1951).

Toivo "Topi" Armas Hyytiäinen, född 12 november 1925 i Saarijärvi död 21 oktober 1978 i Saarijärvi, var en finsk spjutkastare och olympisk medaljör. 
Hyytiäinen slog igenom internationellt med EM-guld i Bryssel 1950, två år senare vann han bronsmedaljen vid hemmaOS i Helsingfors 1952, med ett kast på 71,89. Han vann kvaltävlingen på 71,29 och blev den enda finska friidrottsmedaljören vilket var en stor besvikelse för arrangörerna. 
På Track & field news världsranking var han åtta säsonger bland de sex bästa : 1947; 2:a, 1948; 6:a, 1949; 2:a, 1950; 1:a, 1951; 3:a, 1952; 2:a 1953; 2:a och 1954 5:a. 
Hans längsta kast kom 1954 när han nådde 78,98. 
På klubbnivå representerade Hyytiäinen Jyväskylän Kenttäurheilijat.  